# Michel Marijnissen
Pour les articles homonymes, voir Marijnissen.
Michel Marijnissen est un architecte postmoderne belge actif durant les années 1980, 1990 et 2000.

## Biographie
Titulaire d'un diplôme d'ingénieur-civil architecte, Michel Marijnissen crée son propre bureau d'architecte peu de temps après son service militaire.

## Réalisations
- 1986 « Régent 45-46 », boulevard du Régent 45-46 (Marijnissen - Baudon - Hayot)

- 1990-1997 « Woluwe Gardens » (plusieurs phases), Woluwedal 24-28 à Zaventem

- 1991 Thiry 200 à 216, avenue Marcel Thiry 200-204-208-216

- 1991-1993 « North Plaza », boulevard du Roi Albert II 7-9 (avec Michel Jaspers)[2]

- 1993 « Triomphe III », avenue Arnaud Fraiteur 25-27

- 1995 « Thiry 83 », avenue Marcel Thiry 83

- 1996-1998 « Thiry 81 », avenue Marcel Thiry 81, Woluwe-Saint-Lambert

- 1999 Siège de l'Organisation Mondiale des Douanes (World Customs Organization), rue des Croisades 22 (avec Michel Jaspers)

- 2000-2001 « Thiry 77 », avenue Marcel Thiry 77, Woluwe-Saint-Lambert

- 2001-2003 « Woluwe Heights », avenue des Communautés 100-110 (avec Altiplan)